# Szászdálya
Szászdálya (románul Daia, németül Denndorf): falu Romániában Maros megyében. Apoldhoz tartozik.

## Fekvése
Segesvártól 12 km-re délkeletre fekszik.

## Története
1280-ban Daia néven említik. 15. századi szász evangélikus erődített temploma van, 16. századi erődítésekkel, kaputoronnyal, sarokbástyákkal. Egykor gazdag legelőin sok állatot tartottak, jó minőségű földjei bőven teremtek. 1970-ben árvíz pusztított a faluban. 
1910-ben 1173, többségben német lakosa volt, jelentős román és cigány kisebbséggel. A trianoni békeszerződésig Nagy-Küküllő vármegye Segesvári járásához tartozott. 1977-ben még 363 szász lakosa volt.
1992-ben 574 lakosából 293 román, 243 cigány, 19 szász és 19 magyar. 1995. december 31-én már csak három szász lakott a faluban. A templom Samuel Joseph Maetz által épített orgonáját a német közösség megfogyatkozása miatt 1995-ben elbontották és restaurálás után 1998-ban a kolozsvári Kálvária-templomban állították fel.